# Torneo Preolímpico Femenino de la CAF de 2020
El Torneo Preolímpico Femenino de la CAF fue un torneo de ida y vuelta de fútbol femenino que sirvió como clasificatorio para el torneo femenino de fútbol de los Juegos Olímpicos de Tokio 2020. Fue disputado entre el 3 de abril de 2019 y el 22 de enero de 2020 en el continente africano.
La CAF recibió 1,5 plazas para el torneo de fútbol femenino de los Juegos Olímpicos de 2020 en Japón. El ganador del torneo clasificatorio calificó directamente, mientras que el subcampeón disputó una repesca contra la selección de Chile, que terminó en segundo lugar en la Copa América Femenina de 2018.

## Formato
Las series de clasificación se juegan en partidos de ida y vuelta. Si el resultado esta empatado después del partido de vuelta, la regla del gol de visitante se aplicaría, y si todavía sigue nivelado se usaría la tanda de penaltis para determinar el ganador. No habrá tiempo extra.

## Primera ronda
| Fechas                 | Local en la ida | Global         | Local en la vuelta | Ida  | Vuelta |
| ---------------------- | --------------- | -------------- | ------------------ | ---- | ------ |
| 3 y 5 de abril de 2019 | Costa de Marfil | w.o.           | Sierra Leona       | —    | —      |
| 3 y 7 de abril de 2019 | Malí            | 5:3            | Marruecos          | 3-1  | 2-2    |
| 4 y 9 de abril de 2019 | Argelia         | 3:1            | Chad               | 2-0  | 1-1    |
| 3 y 6 de abril de 2019 | Etiopía         | 4:2            | Uganda             | 3-2  | 1-0    |
| 5 y 9 de abril de 2019 | Tanzania        | 2:3            | RD Congo           | 2-2  | 0-1    |
| 3 y 9 de abril de 2019 | Gabón           | 2:2 (pen. 5-3) | Congo              | 0-2  | 2-0    |
| 4 y 9 de abril de 2019 | Malaui          | 14:1           | Mozambique         | 11-1 | 3-0    |
| 1 y 7 de abril de 2019 | Angola          | w.o.           | Zambia             | —    | —      |
| 5 y 9 de abril de 2019 | Botsuana        | 3:2            | Namibia            | 1-0  | 2-2    |

1. ↑  Costa de Marfil ganó por walkover debido a la suspensión de la FIFA de la Asociación de Fútbol de Sierra Leona.

## Segunda ronda
| Fechas                                 | Local en la ida | Global         | Local en la vuelta | Ida | Vuelta |
| -------------------------------------- | --------------- | -------------- | ------------------ | --- | ------ |
| 31 de agosto y 3 de septiembre de 2019 | Costa de Marfil | 3:0            | Malí               | 3-0 | 0-0    |
| 28 de agosto y 3 de septiembre de 2019 | Argelia         | 0:3            | Nigeria            | 0-2 | 0-1    |
| 26 de agosto y 3 de septiembre de 2019 | Etiopía         | 1:1 (v)        | Camerún            | 1-1 | 0-0    |
| 28 de agosto y 1 de septiembre de 2019 | RD Congo        | w.o.           | Guinea Ecuatorial  | —   | —      |
| 28 de agosto y 3 de septiembre de 2019 | Gabón           | 0:5            | Ghana              | 0-3 | 0-2    |
| 28 de agosto y 1 de septiembre de 2019 | Malaui          | 3:5            | Kenia              | 3-2 | 0-3    |
| 28 de agosto y 1 de septiembre de 2019 | Zambia          | w.o.           | Zimbabue           | 5-0 | —      |
| 30 de agosto y 3 de septiembre de 2019 | Botsuana        | 0:0 (pen. 3-2) | Sudáfrica          | 0-0 | 0-0    |

1. ↑  RD Congo ganó por walkover después de Guinea Ecuatorial se retiró.
2. ↑  La Asociación de Fútbol de Zimbabue no logró desplegar un lado después de que las jugadoras se negaron a cumplir el partido ya que les debían asignaciones del Campeonato Femenino COSAFA 2019.

## Tercera ronda
| Fechas                   | Local en la ida | Global  | Local en la vuelta | Ida | Vuelta |
| ------------------------ | --------------- | ------- | ------------------ | --- | ------ |
| 3 y 7 de octubre de 2019 | Costa de Marfil | (v) 1:1 | Nigeria            | 0-0 | 1-1    |
| 3 y 8 de octubre de 2019 | Camerún         | 3:2     | RD Congo           | 2-0 | 1-2    |
| 4 y 8 de octubre de 2019 | Ghana           | 0:1     | Kenia              | 0-0 | 0-1    |
| 2 y 8 de octubre de 2019 | Zambia          | 3:0     | Botsuana           | 1-0 | 2-0    |

## Cuarta ronda
| Fechas                      | Local en la ida | Global | Local en la vuelta | Ida | Vuelta |
| --------------------------- | --------------- | ------ | ------------------ | --- | ------ |
| 9 y 12 de noviembre de 2019 | Costa de Marfil | 1:2    | Camerún            | 0-0 | 1-2    |
| 8 y 11 de noviembre de 2019 | Kenia           | 2:3    | Zambia             | 2-2 | 0-1    |

## Quinta ronda
| Fechas                  | Local en la ida | Global  | Local en la vuelta | Ida | Vuelta |
| ----------------------- | --------------- | ------- | ------------------ | --- | ------ |
| 5 y 10 de marzo de 2020 | Camerún         | 4:4 (v) | Zambia             | 3-2 | 1-2    |

## Campeón y clasificado aTokio 2020
| Bandera de Zambia |
| Zambia            |

## Repesca CAF - CONMEBOL
El play-off se jugó en partidos de ida y vuelta. El sorteo del orden de los partidos se celebró el 31 de enero de 2020 en la sede de la FIFA en Zúrich, Suiza. Los partidos se jugaron el 10 y el 13 de abril de 2021 en el Complejo Deportivo Arslan Zeki Demirci, en Antalya, Turquía. Los partidos estaban programados originalmente para jugarse los días 9 y 15 de abril de 2020, pero se pospusieron debido a la pandemia del Covid-19. Chile clasificó a los Juegos Olímpicos por un global de 2-1.
| Fechas                   | Local en la ida | Global | Local en la vuelta | Ida | Vuelta |
| ------------------------ | --------------- | ------ | ------------------ | --- | ------ |
| 10 y 13 de abril de 2021 | Camerún         | 1:2    | Chile              | 1-2 | 0-0    |

## Goleadoras
| Jugador          | Selección | Goles |
| ---------------- | --------- | ----- |
| Grace Chanda     | Zambia    | 8     |
| Tabitha Chawinga | Malaui    | 6     |
| Temwa Chawinga   | Malaui    | 6     |
| Ajara Nchout     | Camerún   | 5     |
| Salimata Diarra  | Malí      | 3     |